# 貴鐸
貴鐸（1858年 - ？），字孟夔，号振之 ，姜佳氏，滿洲正黃旗人，清朝官员。
光緒元年，鄉試中舉。光緒五年，任都察院筆帖式。光緒八年，任詹事府右贊善；次年改詹事府左贊善。光緒二十年，任翰林院編修、日講起居注官。